# إدوارد ستيرن
إدوارد ستيرن (بالفرنسية: Édouard Stern)‏ هو مصرفي فرنسي، ولد في 18 أكتوبر 1954 في باريس في فرنسا، وتوفي في 28 فبراير 2005 في جنيف في سويسرا.